# Благовещенский, Николай Андреевич
Никола́й Андре́евич Благове́щенский (псевдонимы: Гренише, Жан, Н. Б.; 17 сентября 1859 или 1858/1859 — ?) — курский земский статистик, публицист, податной инспектор.

## Биография
Родился 17 сентября 1859 года в Курске. Младший брат оперной певицы Фелицаты Андреевны Благовещенской.
Окончил курс юридических наук в Московском университете. Затем работал по земской статистике в Курской губернии.
Участвовал в переписи населения Курской губернии 1870-х годов, материалы которой до наших дней не сохранились, но нашли отражение в книге «Четвертное право». Статьи Н. А. Благовещенского печатались в изданиях: «Русь», «Вестник Европы», «Юридический вестник», «Русские мысли», «Курский листок» и других.
Составил сборник сведений о крестьянском хозяйстве, обобщив данные земских подворных переписей конца XIX века.
После Октябрьской революции работал в Курском губернском статистическом бюро.

## Работы
- Изданный Благовещенским в 1893 году (составленный им в сотрудничестве с его покойной женой) «Сводный статистический сборник хозяйственных сведений по земским подворным переписям. Том I. Крестьянское хозяйство» представляет ценный вклад в русскую статистическую литературу.
- Изданное Благовещенским в 1899 году исследование «Четвертное право» отражает положение однодворцев Курской и Орловской губернии. В данной работе автор анализирует фамилии живущих здесь однодворцев, пути их расселения по краю, пытается выявить первозаимщиков отдельных деревень и сёл.